# Прохоровська вулиця
Прохоровська вулиця — одна із центральних вулиць Молдаванки, району міста Одеси. Вулиця бере початок з перетину із вулицею Мечникова і тягнеться до перетину із Степовою вулицею.

## Історія
Перша назва вулиці Тираспольський тракт, з'являється на карті міста 7 липня 1828 року. З 1835 року називається Тираспольською дорогою, з 1841 року — Великою мостовою вулицею.
У 1841 році перейменовується в вулицю Прохоровську. Осип Прохоров був одеським міщанином, який проживав в передмісті Молдаванки поблизу канави колишньої межі Порто-Франко. Про це відомо з оголошення 1839 р.
13 травня 1844 р вулицю перейменовують в Тираспольську, а з 8 листопада 1856 року — у Велику Тираспольську.
З 20 червня 1861 року вулиця вже називається Велика Прохоровська.

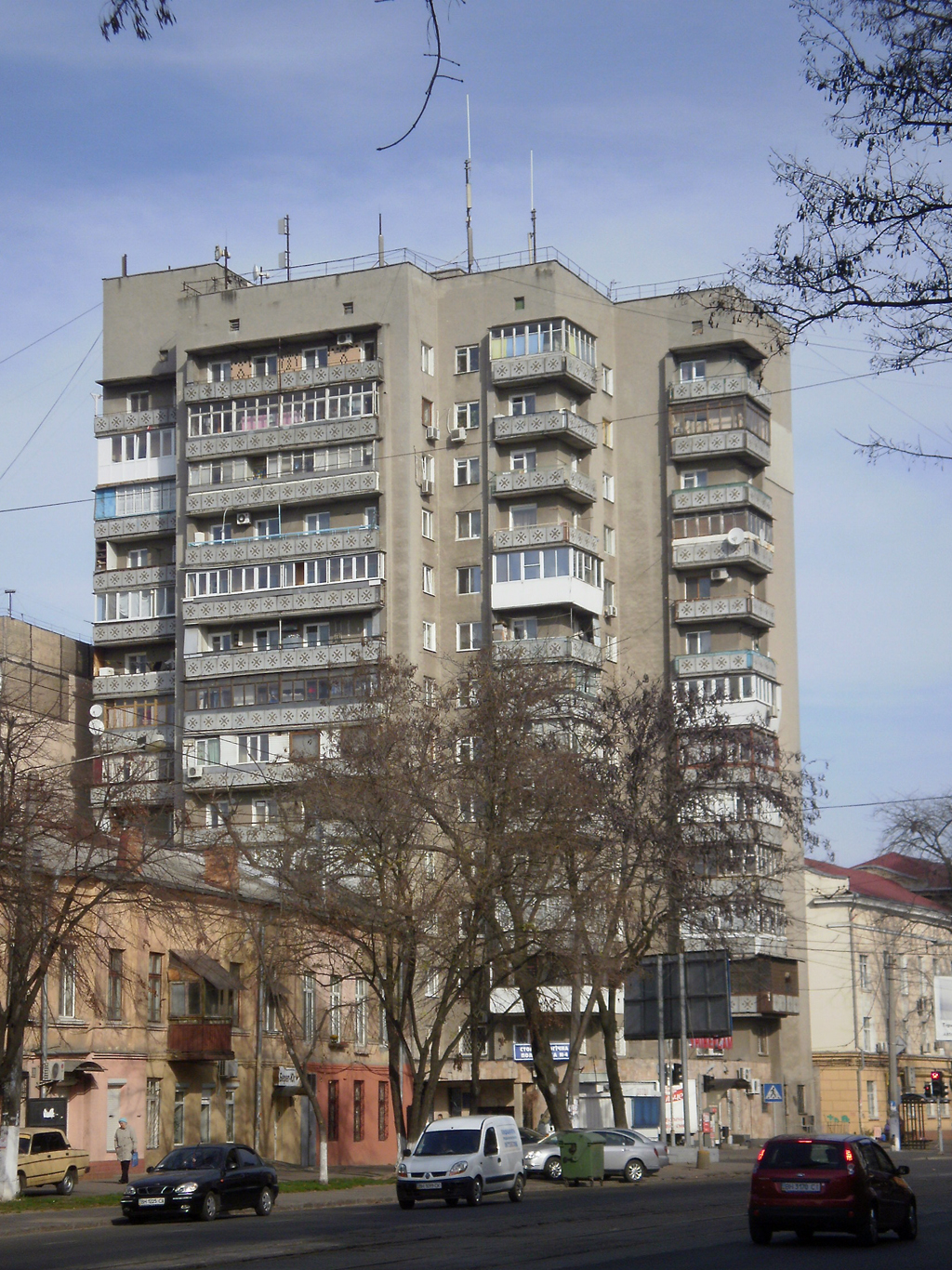
Забудова центральної частини вулиці

30 квітня 1920 року вулицю називають на честь одного з керівників січневого повстання 1918 р., Олександра Васильовича Хворостина.
З 19 листопада 1941 року по 14 квітня 1944 року вулиця знову носить назву Прохоровська. Остаточно ця назва була повернута 2 червня 1995 р.